# James Brindley

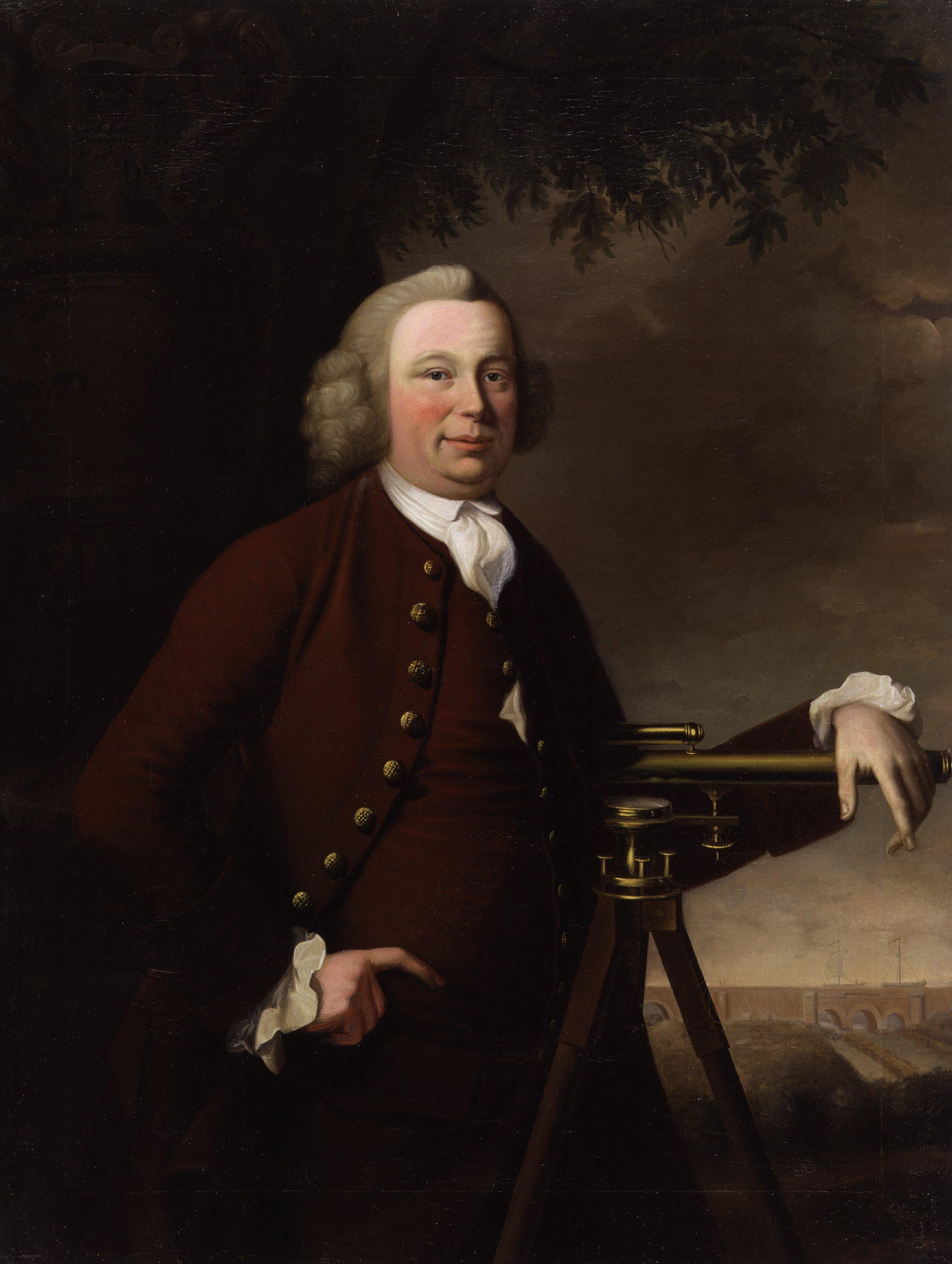
James Brindley

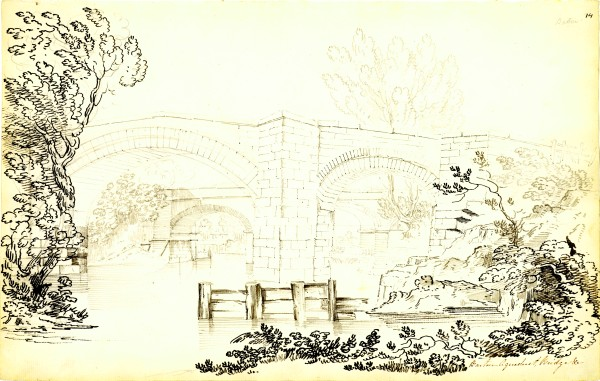
Das Barton-Aquaedukt über dem River Irwell, Zeichnung von 1807

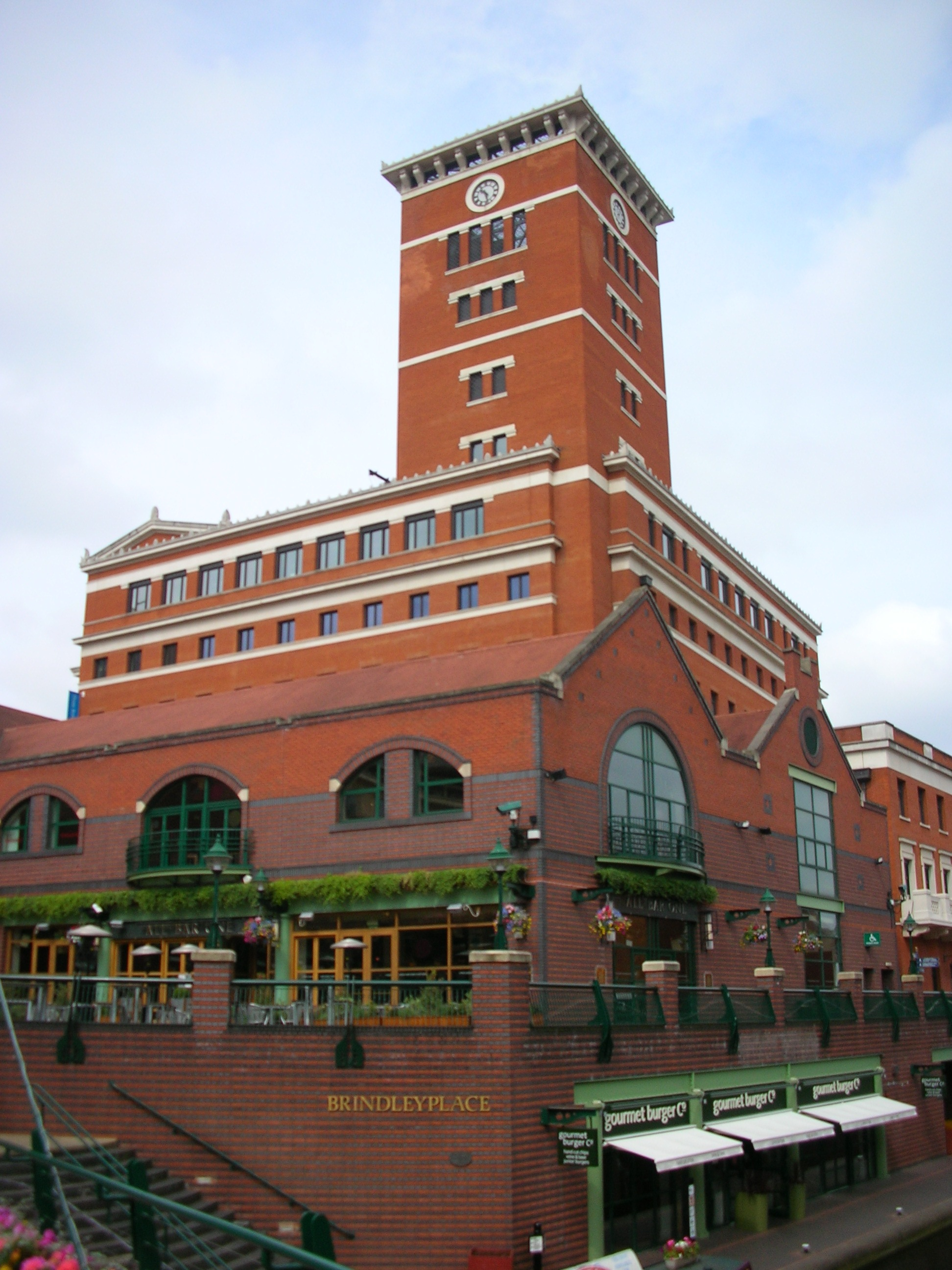
Brindleyplace in Birmingham

James Brindley (* 1716 in Tunstead, Derbyshire; † 30. September 1772 in Turnhurst Hall, Wolstanton, Staffordshire) war ein britischer Kanalbauingenieur.

## Leben und Wirken
Der Sohn einer wohlhabenden Bauern- und Handwerkerfamilie wuchs in der damals wenig erschlossenen Region des Peak District heran und erhielt nur wenig formelle Schulbildung. Im Alter von 17 Jahren ging er in die Lehre zu einem Mühlenbauer in Sutton bei Macclesfield und zeigte bald besondere technische Begabung. Nach Abschluss seiner Lehrzeit machte er sich selbständig in Leek, Staffordshire. 1750 erweiterte er seinen Geschäftsbereich und pachtete eine Mühlenmacherei von der Familie Wedgewood, die zu Brindleys Freunden wurden. Brindley erwarb den Ruf, die verschiedensten Arten von Maschinen entwerfen und reparieren zu können, so baute er 1752 eine Entwässerungsanlage für eine Kohlengrube in Lancashire, 1755 eine Maschine für eine Seidenfabrik in Congleton. Francis Egerton, 3. Duke of Bridgewater, der den Transport von seinen Kohlengruben in Worsley nach Manchester verbessern wollte, wurde auf Brindley aufmerksam und beauftragte ihn 1759 mit der Errichtung eines Kanals.
Der 1761 fertiggestellte Bridgewater-Kanal gilt bis heute als technischer Triumph. Als besondere Leistung gilt der Barton Aqueduct über den River Irwell. Brindley zog es vor, die Erdarbeiten zu minimieren und zog längere Kanalstrecken oder Tunnels einem erhöhten Aushub vor. Sein größtes Verdienst war die Einführung der Lehmauskleidung, die seine Kanäle wasserdicht machte. Aufgrund seiner Erfolge wurde Brindley zu zahlreichen anderen Kanalbauten herangezogen. Seine Überlegungen zur Schleusentechnik wurden maßgeblich für die Entwicklung des Narrowboat-Kanalsystems.
Brindley hoffte, die vier großen Flüsse Englands, Mersey, Trent, Severn und Themse, mit Kanälen zu verknüpfen (der „Grand-Cross“-Plan). Als erstes wurde der Trent and Mersey Canal errichtet, dann ab 1772 der Chester Canal. Der Kohlentransport von den Midlands zur Themse funktionierte aber erst ab 1790, lange nach Brindleys Tod. Im Ganzen wurden 587 Kilometer Wasserwege unter seiner Leitung errichtet.